# Charlotte Catherine de La Trémoille

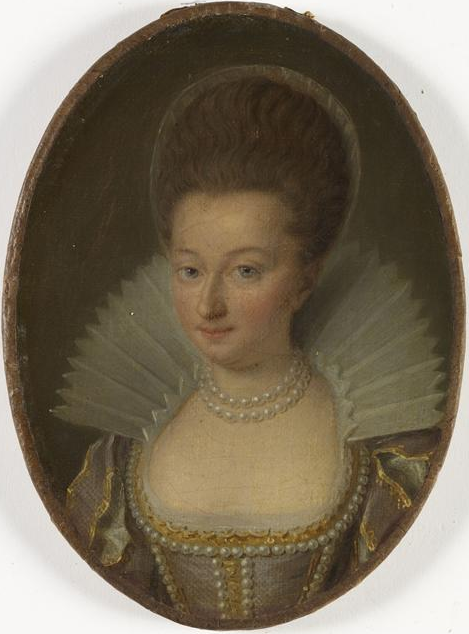
Charlotte Catherine de La Trémoille

Charlotte Catherine de La Trémoille (* 18. Juni 1568; † 29. August 1629 in Paris) war eine französische Adlige und durch Heirat Fürstin von Condé.

## Leben
Charlotte Catherine wurde als jüngstes von fünf Kindern von Louis III. de La Trémoille und Jeanne de Montmorency, Herzog und Herzogin von Thouars, geboren, die zu den ältesten und mächtigsten Familien Frankreichs gehörten. Die Familie ihres Vaters, die La Trémoille, hatte den Rang eines prince étranger am französischen Hof inne, und ihr Vater war ein Treuer des Hauses Valois. Ihr Großvater mütterlicherseits, Anne de Montmorency, Herzog von Montmorency, hatte an der Seite von König Franz I. von Frankreich gekämpft und war Connétable und Marschall von Frankreich gewesen.
Charlotte Catherine de La Trémoille wurde im Alter von 17 Jahren am 16. März 1586 im Schloss von Taillebourg mit Henri de Bourbon, Prince de Condé verheiratet. Für diese Eheschließung hatte sie zuvor vom Katholizismus zum Protestantismus konvertieren müssen. Ihr Ehemann, Sohn des verstorbenen Louis de Bourbon, Prince de Condé und Éléonore de Roye, war einer der bedeutendsten Männer des Königreichs, sowohl als militärischer Anführer der Hugenotten als auch als naher Verwandter des späteren Königs Heinrich IV. Das Paar ließ sich in einem Haus von Condé in Saint-Jean-d’Angély im Südwesten Frankreichs nieder.
Als Teil ihrer Mitgift von 20.000 écus d’or und 4.000 Livres jährlicher Zuwendung brachte Charlotte Catherine zahlreiche Besitztümer in die Familie Bourbon ein, die dazu beitrugen, die Schulden der Familie ihres Mannes zu begleichen. Etwa ein Jahr nach der Hochzeit brachte Charlotte Catherine ihre Tochter Éléonore de Bourbon-Condé zur Welt, die 1606 durch Heirat zur Fürstin von Oranien wurde.
Nachdem er im September 1587 in der Schlacht von Coutras verwundet worden war, erholte sich Charlottes Ehemann in Saint-Jean-d’Angély, als er am 3. März 1588 plötzlich starb. Nach seinem Tod gab es Gerüchte, dass er vergiftet worden sei, wobei die zu diesem Zeitpunkt im dritten Monat schwangere Charlotte Catherine als Auftraggeberin verdächtigt wurde. Als Motiv wurde ihr unterstellt, eine Affäre mit ihrem Pagen, der auch der Vater des Kindes sein sollte, zu verdecken. Deshalb wurde sie als mögliche Täterin  wegen Mordes verhaftet, ebenso wie ein Hausangestellter der Condés namens Brillant, der daraufhin hingerichtet wurde. In einem Turm des Schlosses von Saint-Jean-d’Angély gebar sie schließlich einen Sohn, Henri de Bourbon. Sie wurde verurteilt und legte beim Parlement de Paris Berufung gegen das Urteil ein, blieb aber unter strenger Bewachung inhaftiert. Weder konnte ihre Beteiligung an der Tat bewiesen werden, noch konnte sie ihre Unschuld beweisen.

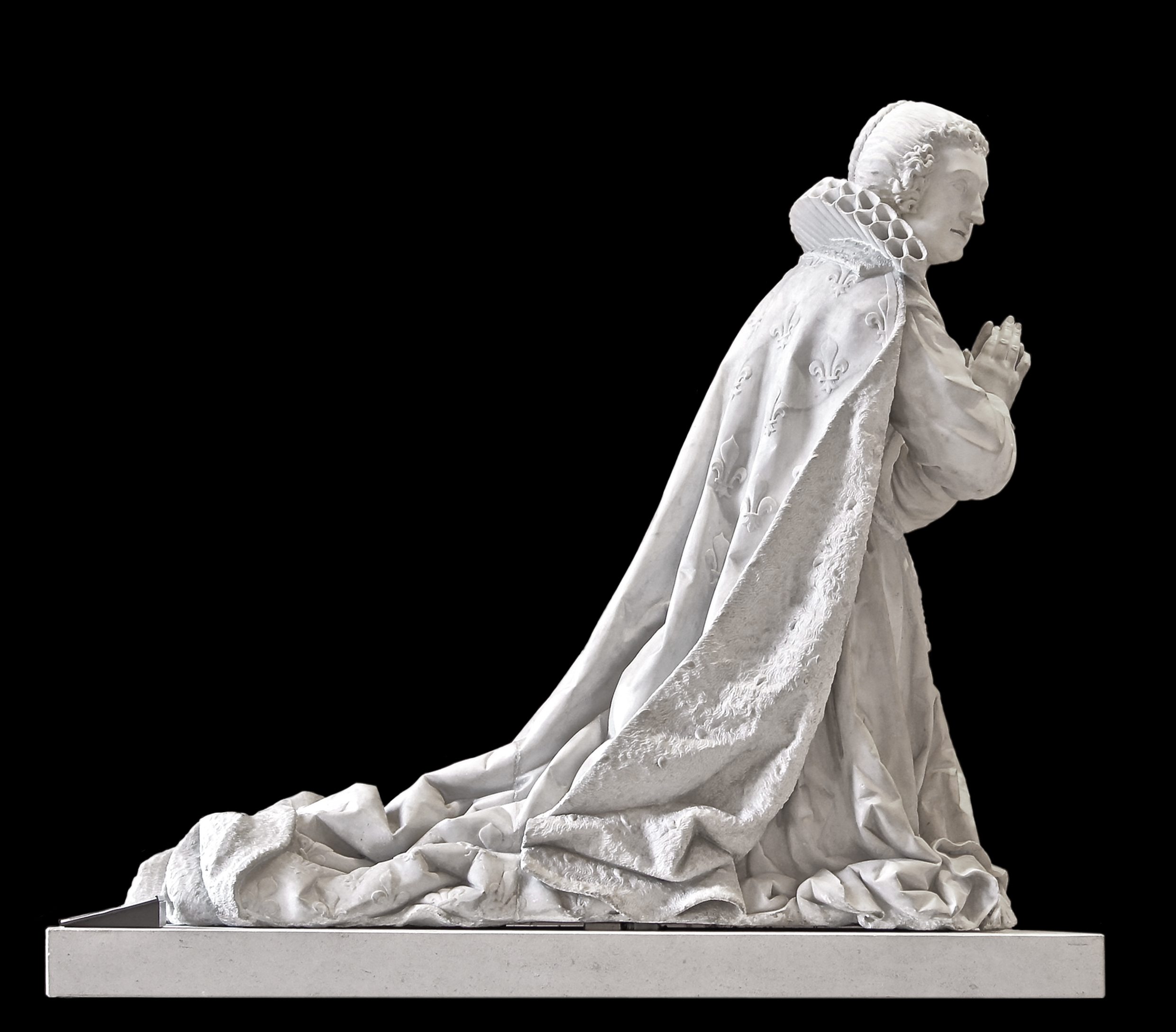
Grabmal von Charlotte Catherine de La Trémoille von Simon Guillain

1592 entschied sich der noch kinderlose und protestantische König Heinrich IV. dafür, ihren Sohn als seinen legitimen Thronfolger anzuerkennen. Als Pate des Kindes veranlasste er, dass es nach hugenottischem Ritus getauft, dann aber umgehend in die Abtei Saint-Germain-en-Laye gebracht wurde, um trotz des Calvinismus des Hauses Condé katholisch erzogen zu werden. Nach dem Übertritt des Königs zum Katholizismus im Jahr 1593 und bis zur Geburt seines Sohnes, des späteren Ludwig XIII. im Jahr 1601, blieb der junge Henri präsumtiver Thronerbe.
Nach sechs Jahren Gefangenschaft wurde Charlotte Catherine freigelassen und im August 1595 vom Parlament begnadigt. 1596 schwor sie dem Calvinismus ab, wurde wieder katholisch und durfte sich in Paris niederlassen, wo ihr Sohn, der Prince de Condé, für den Rest seines Lebens das Amt des premier prince du sang innehatte.
Charlotte Catherine wurde in der Kirche des Klosters Sainte-Claire de l’Ave Maria in der Nähe des Hôtel de Sens in Paris beigesetzt. Ihr Grabmal befindet sich heute im Louvre.

## Heirat und Nachkommen
Aus ihrer Ehe mit Henri I. de Bourbon, Prince de Condé, hatte Charlotte Catherine de La Trémoille zwei Kinder:
- Éléonore (1587–1619), ⚭ 1606 mit Philipp Wilhelm von Nassau-Oranien
- Henri II. (1588–1646), Fürst von Condé ⚭ Charlotte Marguerite de Montmorency (1593–1650)